# Maximilian Eggestein
Maximilian Eggestein (Hannover, 1996. december 8. –) német korosztályos válogatott labdarúgó, a Freiburg játékosa.

## Pályafutása
A TSV Schloß Ricklingen és a TSV Havelse csapataiban szerepelt 2011-ig, amikor is csatlakozott a Werder Bremen akadémiájához. Az U17-es csapatban 51 bajnoki mérkőzésen 18 gólt jegyzet, a 2012-13-as szezonban 15 találatot jegyzett. 2014. augusztus 1-jén debütált a Werder Bremen II csapatában az Eintracht Braunschweig második csapata elleni bajnoki mérkőzésen. Az itt nyújtott remek teljesítménye miatt bemutatkozhatott a felnőtt csapatban. November 29-én a Paderborn 07 ellen debütált az első csapatban a 83. percben küldte pályára Viktor Szkripnik vezetőedző Levent Ayçiçek cseréjeként. Ezzel Thomas Schaaf mögött a klub második legfiatalabb debütálója lett a Bundesligában.
2021 augusztusában szerződött a Freiburg csapatához, miután a Werder Bremen kiesett a Bundesligából.

## Statisztika
2021. augusztus 18-i állapot szerint.
| Klub             | Szezon           | Bajnokság | Bajnokság | Kupa  | Kupa | Nemzetközi | Nemzetközi | Egyéb | Egyéb | Összesen | Összesen |
| Klub             | Szezon           | Mérk.     | Gól       | Mérk. | Gól  | Mérk.      | Gól        | Mérk. | Gól   | Mérk.    | Gól      |
| ---------------- | ---------------- | --------- | --------- | ----- | ---- | ---------- | ---------- | ----- | ----- | -------- | -------- |
| Werder Bremen II | 2014–15          | 32        | 4         | –     | –    | –          | –          | 2     | 0     | 34       | 4        |
| Werder Bremen II | 2015–16          | 2         | 0         | –     | –    | –          | –          | –     | –     | 9        | 1        |
| Werder Bremen II | 2016-17          | 13        | 2         | –     | –    | –          | –          | –     | –     | 13       | 2        |
| Werder Bremen II | Összesen         | 47        | 6         | 0     | 0    | 0          | 0          | 2     | 0     | 56       | 6        |
| Werder Bremen    | 2014–15          | 2         | 0         | 0     | 0    | –          | –          | –     | –     | 2        | 0        |
| Werder Bremen    | 2015–16          | 7         | 0         | 1     | 0    | –          | –          | –     | –     | 8        | 0        |
| Werder Bremen    | 2016-17          | 15        | 1         | 0     | 0    | –          | –          | –     | –     | 15       | 1        |
| Werder Bremen    | 2017-18          | 33        | 2         | 4     | 1    | –          | –          | –     | –     | 37       | 3        |
| Werder Bremen    | 2018-19          | 34        | 5         | 5     | 1    | –          | –          | –     | –     | 39       | 6        |
| Werder Bremen    | 2019-20          | 32        | 1         | 4     | 0    | –          | –          | 2     | 0     | 40       | 1        |
| Werder Bremen    | 2020-21          | 33        | 2         | 5     | 0    | –          | –          | –     | –     | 38       | 2        |
| Werder Bremen    | 2021-22          | 3         | 1         | 1     | 0    | –          | –          | –     | –     | 4        | 1        |
| Werder Bremen    | Összesen         | 159       | 12        | 20    | 2    | 0          | 0          | 2     | 0     | 181      | 14       |
| SC Freiburg      | 2021-22          | 0         | 0         | 0     | 0    | –          | –          | –     | –     | 0        | 0        |
| Karrier összesen | Karrier összesen | 213       | 19        | 20    | 2    | 0          | 0          | 4     | 0     | 237      | 21       |

## Család
Testvére, Johannes Eggestein a Royal Antwerp labdarúgója. Édesapja, Karl Eggestein edző volt.